# Plagodis hypomelina
Plagodis hypomelina là một loài bướm đêm trong họ Geometridae.